# Thou, Loiret
Thou är en kommun i departementet Loiret i regionen Centre-Val de Loire strax norr Frankrikes mitt. Kommunen ligger i kantonen Briare som tillhör arrondissementet Montargis. År 2022 hade Thou 213 invånare.

## Befolkningsutveckling
Antalet invånare i kommunen Thou
| Referens: INSEE |